# Малі Будища (Миргородський район)
Малі́ Бу́дища — село в Україні, в Гадяцькій міській громаді Миргородського району Полтавської області. Населення становить 441 осіб. Колишній орган місцевого самоврядування — Сарівська сільська рада.
Після ліквідації Гадяцького району у липні 2020 року увійшло до Миргородського району.

## Географія
Село Малі Будища розташоване на правому березі річки Псел, вище за течією на відстані 2.5 км розташоване місто Гадяч, нижче за течією на відстані 5 км розташоване село Сари, на протилежному березі — села Вельбівка та Соснівка.
Річка у цьому місці звивиста, утворює лимани, стариці та заболочені озера.

## Назва
- Раніше село називалося Монастирські Будища.

## Історія
- 1622 — дата заснування.
- Село постраждало внаслідок геноциду українського народу, проведеного окупаційним урядом СРСР 1923—1933 та 1946–1947 роках.

## Економіка
- Свино-товарна ферма.

## Соціяльна сфера

Миколаївська церква в с. Малі Будища. Гадяцький історико-краєзнавчий музей

- Школа.

## Пам'ятки

### Гадяцький Красногорський Миколаївський монастир
Красногорський монастир знаходився на території теперішнього села Малі Будища. В XV столітті митрополит Ісідор на Флорентійському соборі відмежувався від православної віри і прийняв унію, внаслідок чого прихильники православної віри, побоюючись переслідувань від митрополита, почали оселятися на малозаселених місцях. Таким чином з'явився Гадяцький Красногорський Миколаївський монастир. 1442 року на пустинні, але красиві береги річки Псел прийшли два монахи, і поселилися на «красній» (красивій) горі. Пізніше до них приєдналися й інші прибічники православної віри, а 1482 року пустельники, в особі ієромонаха Пимена, домоглися дозволу у митрополита Київського Іона на побудову дерев'яної церкви. В 1556 році за керування ієромонаха Мартина зусиллями гадяцьких громадян та шляхетства була побудована нова Миколаївська церква.
Монастирю багато доводилося терпіти від набігів кримських татар. Він був зруйнований гетьманом Іваном Виговським. Але за митрополита Гедеона Святополка в 1760 році гадяцькі жителі разом з гетьманом Самойловичем та гадяцьким полковником відбудували монастир та обгородили його високим (4 метри) земляним валом. Пізніше, за розпорядженням гетьмана Данила Апостола цей вал було обсаджено деревами.
В 1692 році Михайло Борохович, замість старої церкви, яка проіснувала 150 років, побудував нову кам'яну на честь святого Миколи.
Красногорський монастир не був бідний земельними володіннями. Українські гетьмани, полкові чини і приватні особи щедро наділяли монастир маєтками. Такі дані збереглися, починаючи з 1656 року. Гетьман Богдан Хмельницький після війни з поляками звернув увагу на покращення становища православних церков та монастирів. Своїм універсалом від 18 квітня 1656 року він надав Красногорському монастирю деякі землі та затвердив попередні маєтки, кількість яких невідома. Його син Юрій Хмельницький наступного року під час перебування в Гадячі віддав монастирю село Свинарне (теперішнє село Соснівка) і Павлівку. 3 квітня 1666 року монастир одержав від гадяцького полкового писаря Івана Ситецького двір та орне поле поблизу Малих Будищ. Через 20 років (1686 р.) монастир купив двір у Гадячі. А 1687 р. гетьман Іван Мазепа універсалом від 17 листопада віддав у володіння село Малі Будища, які на той час називалися Монастирські Будища. В 1693 р. універсалом від 23 серпня Іван Мазепа подарував монастирю село Книшівку, а 1697 р. віддав ченцям перевіз на р. Псел. Гетьман Іван Скоропадський універсалом від 21 травня 1711 р. закріпив за монастирем водяні млини на р. Псел та переправу через неї. В 1713 р. Бороховичева жінка віддалау володіння монастиря три ставки, Веприцькі млинові греблі на р. Псел та ліс, що прилягав до цих ставків. А в 1714 р. подарувала мелетовське поле, ліс і млин на річці Хорол в Петрівці. Того ж року універсалом від 9 травня (день храмового дня в монастирі) Іван Скоропадський подарував монастирю свій водяний млин із землею в селі Римарівка на річці Грунь. 1715 р. року гетьман Скоропадський універсалом від 15 лютого підтвердив під монастирем право на користування луками, озерами, левадами, мельницями та дворами, які були в пожертвуванні Бороховичем та Трощинським. Того ж року універсалом від 13 вересня гадяцький полковник Іван Чарниш подарував монастирю «солодовню», яка знаходилася в місті. В 1727 р. монастир купив у Гордія Пушенка луг Казіміровщину у Соснівці. В 1730 р. гетьман Данило Апостол універсалом від 20 червня закріпив за монастирем всі його володіння. В 1731 р. Тетяна Григорівна Бороховичевська записала на монастир гай Білошапковщину поблизу Соснівки, озеро «Воробйове» та поле Цюцюровщину. В 1738 р. гадяцькі козаки Гавриленки віддали монастирю поле, що знаходилося поблизу монастиря. В 1740 р. Федір Іванниченко обміняв за хліб свою землю. А в 1744 р. імператриця Єлизавета грамотою від 6 квітня дозволила ченцям мати пором на річці Псел.
Таким чином із перерахованого видно, що Гадяцький Красногорський Миколаївський монастир володів селами Малі Будища, Соснівка, Павлівка, Книшівка, орними землями та лісом у дванадцяти місцях, трьома риболовними ставками, водяними млинами в Малих Будищах, Веприку, Дучинцях, Петрівці та Римарівці, сінокосними луками в шести місцях, огородами, дворами, з яких четверо були на р. Псел і, нарешті, перевозом, що давало великі прибутки. Всі ці маєтки в час правління Катерини II восени 1785 року надійшли у відомство державної казни, а монастирські селяни стали казенними, тобто державними.

## Відомі люди

### Народились
- Лобас Федір Єрмолайович, 1930 р.н. Капітан 3 рангу, заступник командира підводного човна К-129, який загинув 8 березня 1968 року в Тихому океані в районі Гавайських островів при нез'ясованих обставинах. Загинули всі 98 членів команди підводного човна, точні координати місцезнаходження К-129 досі є державним секретом США, але відомо, що підводний човен лежить на глибині понад 5000 метрів[2].
- Ревегук Віктор Якович — кандидат історичних наук, доцент, науковець, педагог.
- Зубенко Артем   (02. 11. 1890, с. Малі Будища – 26. 08. 1963, Нью-Йорк, похов. у м-ку Бавнд Брук, шт. Нью-Джерсі, США) – військовик, журналіст, громадський діяч. Воював 1918–20 хорунжим у Запороз. корпусі Армії УНР, учасник 1-го Зимового походу